# Washburn, Iowa
Washburn är en ort i Black Hawk County i delstaten Iowa, USA.